# Glasloft
Et glasloft er en usynlig og ofte uerkendt barriere af normer, fordomme o.l., der forhindrer en bestemt gruppe i at avancere inden for bestemte områder. Det bruges ofte om forhindringer for kvinders karrieremuligheder i erhvervslivet eller andre områder. Udtrykket "glas" anvendes netop, fordi disse barrierer er usynlige.
Udtrykket bruges også om andre sociale grupper, hvor usynlige barrierer hæmmer deres muligheder for at gøre sig gældende på lige fod med mere privilegerede befolkningsgrupper.

## Etymologi
Ordet er kendt på dansk i denne betydning siden 1991. Det er dannet efter det engelske glass ceiling med samme betydning. Det engelske udtryk blev dannet af den amerikanske managementkonsulent Marilyn Loden i 1978.